# Жолтинський
Жолтинський (рос. Жёлтинский) — селище у Агаповському районі Челябінської області Російської Федерації.
Входить до складу муніципального утворення Жолтинське сільське поселення. Населення становить 1252 особи (2010).

## Історія
Від 18 січня 1935 року належить до Агаповського району Челябінської області, утвореного спочатку у складі Магнітного округу.
Згідно із законом від 26 серпня 2004 року органом місцевого самоврядування є Жолтинське сільське поселення.

## Населення
1. Н/Д[3]